# Płaszcz i szpony
Płaszcz i szpony (tytuł oryginału: De cap et de crocs) – francuska seria komiksowa autorstwa Alaina Ayroles'a i Jeana-Luca Masbou, opublikowana w 12 tomach w latach 1995–2016 przez wydawnictwo Delcourt. Po polsku tomy 1–10 ukazały w formie zbiorczych albumów nakładem wydawnictwa Timof i cisi wspólnicy.

## Fabuła
Utrzymana w mieszaninie konwencji opowieści płaszcza i szpady, fantasy i science fiction, fabuła serii toczy się w alternatywnym XVII-wiecznym świecie zaludnionym przez ludzi i antropomorficzne zwierzęta. Dwaj szlachcice, Hiszpan Don Lope de Villalobos (wilk) i Francuz Don Armando de Maupertius (lis), oferują swoją pomoc bogatemu weneckiemu kupcowi Cénile, którego syn został porwany. Podczas próby ratunku dowiadują się o legendarnym skarbie. Ich przygody prowadzą ich na skraj znanego świata, a później na Księżyc. 

## Tomy
| Tom | Tytuł i rok wydania polskiego | Tytuł i rok wydania oryginalnego   | Uwagi                                                                                   |  |
| --- | ----------------------------- | ---------------------------------- | --------------------------------------------------------------------------------------- |  |
| 1   | Tajemnica janczara (2020)     | Le Secret du janissaire (1995)     | Po polsku tomy te ukazały się w albumie zbiorczym Płaszcz i szpony. Integral I (2020).  |  |
| 2   | Czarna bandera! (2020)        | Pavillon noir ! (1997)             | Po polsku tomy te ukazały się w albumie zbiorczym Płaszcz i szpony. Integral I (2020).  |  |
| 3   | Archipelag grozy (2020)       | L'Archipel du danger (1998)        | Po polsku tomy te ukazały się w albumie zbiorczym Płaszcz i szpony. Integral I (2020).  |  |
| 4   | Tajemnica wyspy dziwów (2020) | Le Mystère de l'île étrange (2000) | Po polsku tomy te ukazały się w albumie zbiorczym Płaszcz i szpony. Integral I (2020).  |  |
| 5   | Jan Bez Księżyca (2020)       | Jean Sans Lune (2002)              | Po polsku tomy te ukazały się w albumie zbiorczym Płaszcz i szpony. Integral I (2020).  |  |
| 6   | Luna incognita (2021)         | Luna incognita (2004)              | Po polsku tomy te ukazały się w albumie zbiorczym Płaszcz i szpony. Integral II (2021). |  |
| 7   | Łowcy chimer (2021)           | Chasseurs de chimères (2006)       | Po polsku tomy te ukazały się w albumie zbiorczym Płaszcz i szpony. Integral II (2021). |  |
| 8   | Zbrojmistrz (2021)            | Le Maître d'armes (2007)           | Po polsku tomy te ukazały się w albumie zbiorczym Płaszcz i szpony. Integral II (2021). |  |
| 9   | Obrót koła fortuny (2021)     | Revers de fortune (2009)           | Po polsku tomy te ukazały się w albumie zbiorczym Płaszcz i szpony. Integral II (2021). |  |
| 10  | Z księżyca na ziemię (2021)   | De la Lune à la Terre (2012)       | Po polsku tomy te ukazały się w albumie zbiorczym Płaszcz i szpony. Integral II (2021). |  |
| 11  |                               | Vingt mois avant (2014)            |                                                                                         |  |
| 12  |                               | Si ce n'est toi... (2016)          |                                                                                         |  |